# 昂加地區

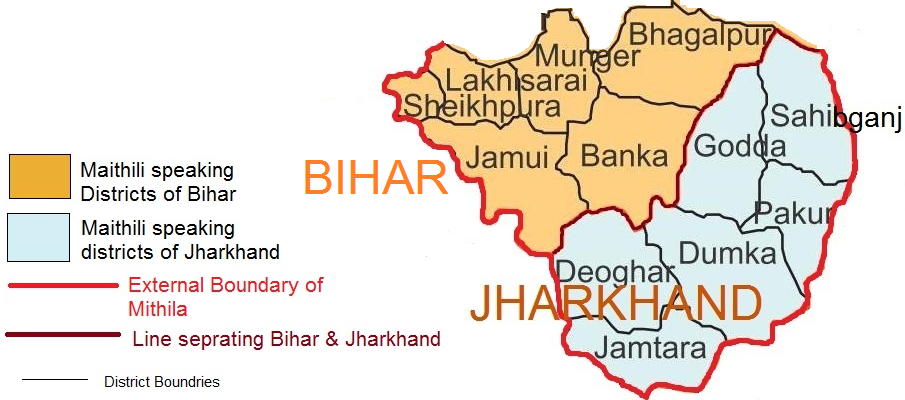
昂加地區在印度的位置

昂加地區（Angika region）是印度東部傳統比哈爾文化的一個稱呼，包括比哈爾邦的東部及賈坎德邦東北部多個以昂加語（又譯安吉卡語）為母語的縣，分別如下：
- 比哈爾邦的東部
  - 巴加爾布爾縣（Bhagalpur District）
  - 班卡縣（Banka District）
  - 拉基薩萊縣（Lakhisarai District）
  - 扎穆伊縣（Jamui District）
  - 謝克布拉縣（Sheikhpura district）
  - 蒙吉爾縣（Munger District）
- 賈坎德邦東北部[2]
  - 赛义布甘杰县（Sahebganj District）
  - 高達縣（Godda District）
  - 迪奥加尔县（Deoghar District）
  - 帕考县（Pakur District）
  - 敦卡县（Dumka District）
  - 詹塔拉縣（Jamtara District）

## 參看
- 昂加
- 彌薩羅
- 穆扎夫法尔普尔
- 迈蒂利语

## 外部連結
- Bhagalpur Information Portal